# جامعة زيبلين
جامعة زيبلين (بالإنجليزية: Zeppelin University)‏ هي جامعة خاصة في ألمانيا تأسست عام 2003. وتقع الجامعة في فريدريسهافن، ألمانيا. والجامعة معتمدة من قبل وزارة العلوم والبحوث والفنون في ولاية بادن فورتمبيرغ. وسميت باسم الجنرال الألماني وصانع المناطيد فرديناند فون زبلين، الذي تعتبر مؤسسته الممول الرئيسي للجامعة.

## إحصائيات
يبلغ عدد طلاب الجامعة 1013 طالب.

## وصلات خارجية
- الموقع الإلكتروني